# Carcinus maenas
Crabe enragé, Crabe vert
Espèce
Le crabe enragé ou crabe vert (Carcinus maenas) est l'espèce de crabes que l’on rencontre le plus couramment sur les estrans d'Europe occidentale à basse mer. Il possède une large répartition géographique initiale, depuis le nord de la Norvège et l’Islande jusqu’à la Mauritanie. De plus, il a été introduit en de nombreux points de l’océan mondial. Il s’est implanté, devenant l’une des espèces invasives les plus redoutables.

## Dénomination
Le nom vernaculaire de crabe enragé provient du comportement agressif et batailleur du mâle (pinces ouvertes levées vers le haut) et de sa grande voracité (lâchant difficilement sa proie, même une fois hors de l'eau).

## Morphologie

### Quelques repères dans la systématique
En tant que crustacé, le crabe vert est un arthropode, c’est-à-dire un animal articulé, constitué de métamères (= segments) recouverts d’une cuticule chitineuse, plus ou moins fortement imprégnée de carbonate de calcium. De ce fait, sa croissance linéaire ne se produit que lors de mues (cependant les Carcinus âgés ne muent plus).
Sa tête ou céphalon  est constituée d’un acron, portant les yeux, pairs, composés d’ommatidies, auquel font suite cinq métamères portant, de l’avant vers l’arrière, les antennules (A1 en abrégé), les antennes (A2), puis les pièces buccales : les mandibules (Md), situées de chaque côté de la bouche, les maxillules (Mx1) et les maxilles (Mx2).
Appartenant aux crustacés malacostracés, eumalacostracés, son corps comporte, en arrière de la tête, un thorax ou péréion formé de huit métamères, porteurs d’appendices que l’on peut désigner globalement comme thoracopodes ou péréiopodes. Vient ensuite l’abdomen ou pléon, constitué de 6 métamères dont les appendices sont les pléopodes au sens large. Le corps enfin est terminé par le telson. Au total donc un acron, 19 métamères et un telson composent le corps.
En tant que décapode, la tête et le thorax sont fusionnés, pour constituer le céphalothorax, recouvert par la carapace. Les trois premiers péréiopodes sont transformés en pattes-mâchoires ou maxillipèdes (Mxp1 à Mxp3) appliquées contre les pièces buccales de la tête. Il reste donc cinq paires d’appendices thoraciques bien visibles sur les côtés du corps, d’où le nom de « décapode », c'est-à-dire « dix pieds ».
Les brachyoures ont la particularité d’avoir l’abdomen court, appliqué contre la face ventrale du céphalothorax. La première paire de pattes thoraciques visible sur le côté du corps porte des pinces (chélipèdes), les autres ont des fonctions locomotrices, marcheuses chez Carcinus. Les cinq grandes pattes thoraciques sont susceptibles de s’amputer par voie réflexe à un niveau bien déterminé (autotomie) notamment lorsqu’elles sont blessées. Elles se reconstituent (régénération) ultérieurement, apparaissant sous forme de bourgeons qui libèrent des appendices fonctionnels lors des mues.

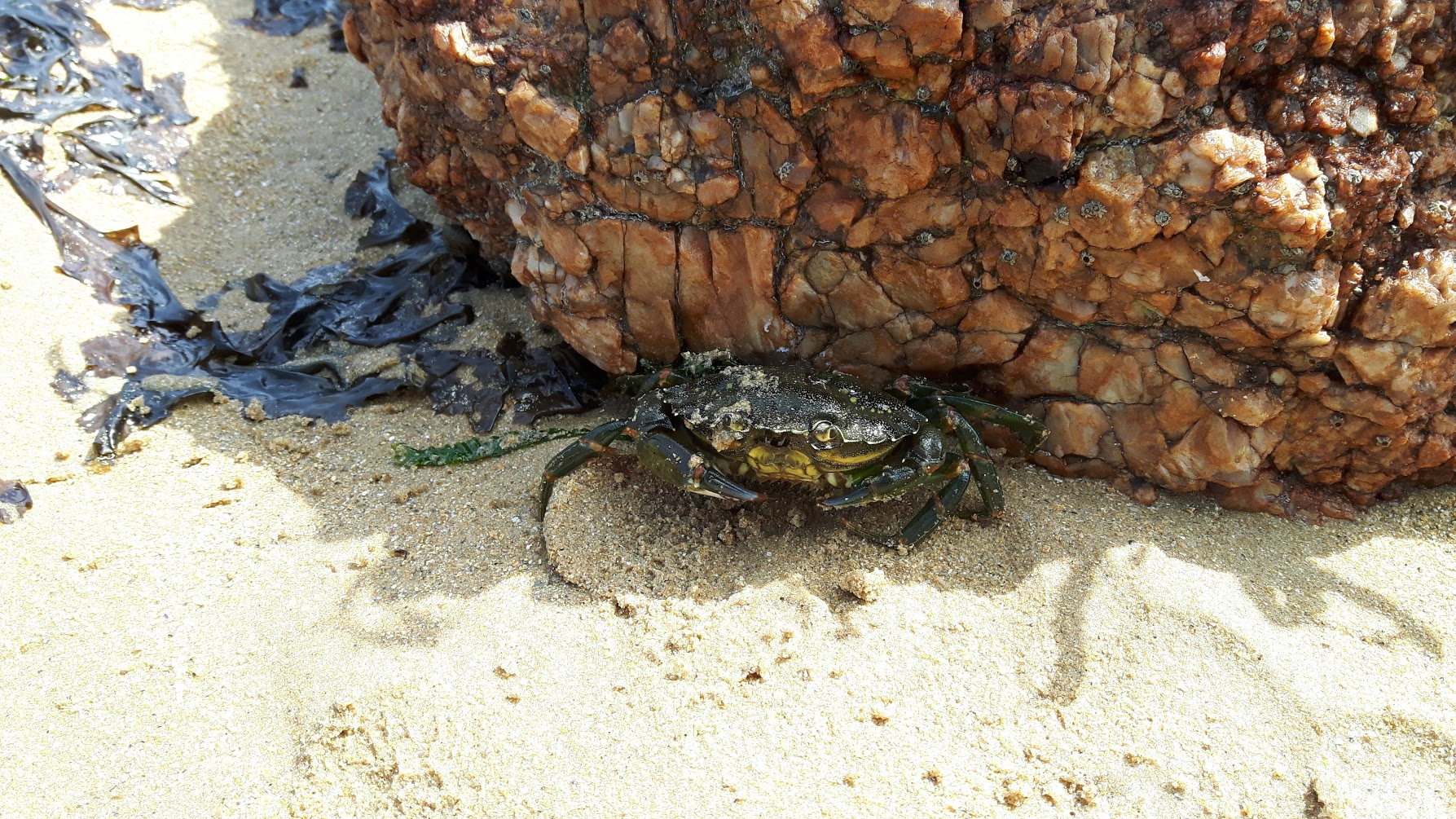
Crabe vert en Vendée.

### Autres caractères morphologiques
La carapace de Carcinus a un contour hexagonal. À l’avant, le front, logé entre les deux encoches oculaires, est formé de trois pointes arrondies. De part et d’autre du front, se trouvent les yeux pédonculés, mobiles, logés dans une encoche.
Au-dessous du front trilobé, se trouvent les antennules (A1) munies de soies sensorielles (dont les esthétascs, qui sont des chémorécepteurs) ; leur base contient en outre l’organe d’équilibration (statocyste). Les antennes (A2), visibles de chaque côté du front, sont courtes, elles ont également une fonction sensorielle et à leur base s’ouvre l’orifice du rein antennaire. Plus latéralement, en arrière des yeux, les bordures antérieures de la carapace sont munies de cinq dents aiguës. Plus en arrière, la carapace, à bords lisses, constitue, de chaque côté du céphalothorax une chambre, dans laquelle sont logées les branchies. Ces dernières sont des organes de la respiration mais aussi de l’excrétion azotée et de la régulation osmotique. L’eau qui irrigue les branchies est mise en mouvement par la rame externe (scaphognathite) de la maxille (Mx2), elle pénètre par les espaces subsistant entre les bases des pattes et ressort par le cadre buccal, entre les maxillipèdes. Le côté postérieur de l’hexagone céphalothoracique est constitué par la limite dorsale de la carapace, parallèlement à laquelle s’insère le premier segment abdominal.
L’abdomen compte six segments. Il est prolongé par le telson, sur lequel s'ouvre l'anus.

### Coloration
Malgré son appellation, la coloration du crabe vert est très variable, selon les individus et les périodes de la vie de l’animal.
- Face dorsale du céphalothorax :

Le dessus de la carapace des jeunes crabes (largeur < 20 mm) peut être marquée de plages sombres et blanches très contrastées. Ces motifs sont susceptibles d’avoir valeur de camouflage notamment sur les fonds de galets. Ils disparaissent généralement aux tailles supérieures à 40 mm,.
D’une manière générale, la région antérieure de la carapace est vert foncé, marquée de taches claires (dont deux lignes symétriques en demi cercle) et la région postérieure vert clair tachée de sombre.
- Face ventrale du céphalothorax :

Elle peut être verte, jaune vert, orangée, voire nettement rouge, notamment au niveau des sternites. Ceci est également valable pour l’abdomen des mâles (il reste vert chez les femelles) et la base des pattes.
La coloration rouge est l’indice que l’animal n’a pas mué depuis longtemps. En conséquence la cuticule de ces crabes porte de nombreux épibiontes (Ectoproctes, balanes, Annélides serpulidés etc.) et des marques d’usure ou de blessures.
En s’appuyant sur ces variations on a distingué les crabes à dominante verte et les crabes à dominante rouge. Ces deux catégories ont des caractéristiques biologiques et écologiques différentes,. La première catégorie comprend des animaux relativement jeunes, qui sont en croissance active et chez lesquels les mues sont fréquentes. La seconde est constituée d’animaux plus âgés, plus grands, chez lesquels les mues sont plus espacées ou qui ne muent plus (état d’anecdysis). Chez les mâles la proportion des individus « rouges » augmente fortement au-delà de 60 mm de largeur de carapace.

### Différences entre les sexes
- Taille. Les mâles atteignent une taille supérieure à celle des femelles, environ  86 mm de largeur céphalothoracique, contre 70 mm.
- Position des orifices génitaux. Les orifices génitaux mâles sont situés à l’extrémité d’une papille génitale (parfois appelée « pénis »)  située à la base (coxa) de la dernière paire de pattes thoraciques (no 5). Les orifices génitaux femelles sont situés sur la face ventrale (sternite) de l’avant dernier métamère thoracique correspondant à la patte no 3.
- Forme de l'abdomen. L’abdomen du mâle est triangulaire, ses métamères 3,4 et 5 sont soudés. Ils portent des appendices (pléopodes) transformés en stylets copulateurs sur le premier et le deuxième segment. Ces deux stylets, du fait de leur forme et de leur disposition, fonctionnent comme une pompe dans laquelle est insérée l’extrémité de la papille génitale[10]. L’abdomen de la femelle est arrondi, ses 6 métamères sont libres. Les segments  no 2, 3, 4 et 5 possèdent des appendice biramés (pléopodes) dont la rame interne est munie de soies spéciales sur lesquelles sont accrochés les œufs durant la période d’incubation.

## Reproduction

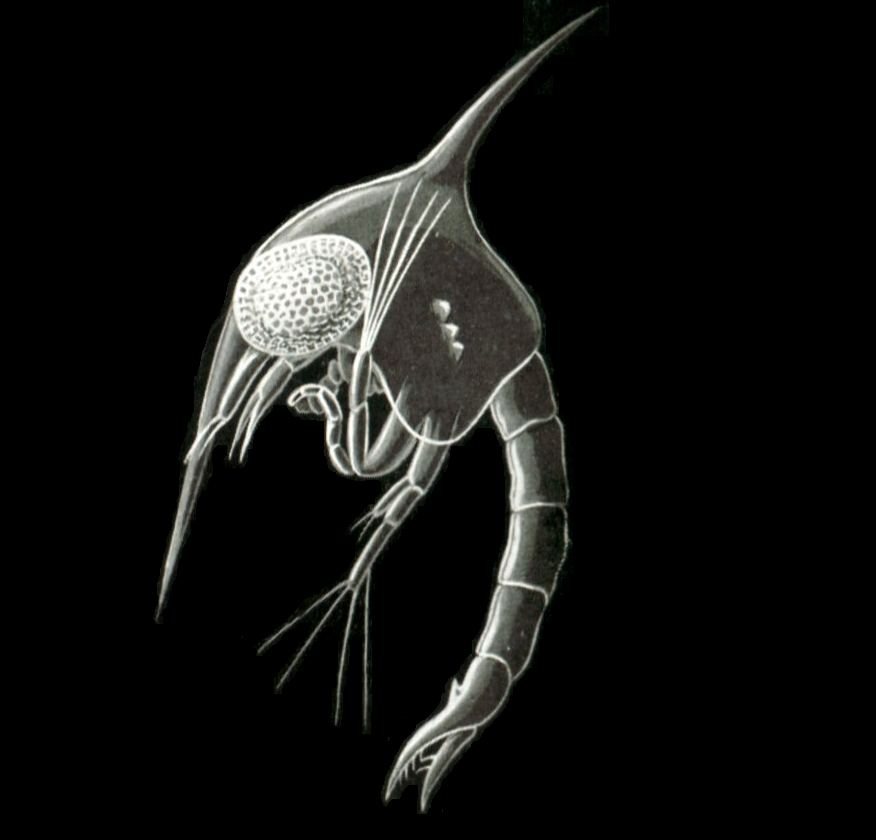
Larve « zoé » (1er stade, planctonique).

Les mâles luttent entre eux pour la possession des femelles. Leur taille est un facteur important de leur succès : les grands mâles « rouges » ont un taux de réussite supérieur à celui des crabes « verts ». Par contre, la perte d’une pince, notamment de la plus grande (pince broyeuse) constitue un handicap,.
Le déroulement de l'accouplement peut se résumer ainsi: le mâle, dont la cuticule est dure, sélectionne sa partenaire quelques jours avant qu'elle mue. Le couple se met alors en précopulation, le mâle chevauche la femelle dont la face dorsale est appliquée contre sa face ventrale, il la maintient grâce à sa deuxième paire de pattes et conserve sa mobilité ainsi que l'usage défensif de ses chélipèdes (pinces). Lorsque la femelle mue, sa cuticule est donc molle, le mâle la tourne de 180°. Le couple est alors en position de copulation, face ventrale contre face ventrale. Le mâle introduit ses stylets copulateurs dans les orifices génitaux de la femelle et y injecte ses spermatophores contenant les spermatozoïdes, qui sont immobiles.
Ce comportement qui assure une protection à la femelle à un moment où elle est particulièrement vulnérable (molle) augmente ses chances de survie et participe au succès reproductif de l'espèce. L'attraction des mâles résulte de l'émission d'une substance chimique (phéromone) dans l'urine de la femelle. Cette molécule pourrait être élaborée dans une petite glande située dans le segment distal de l'urètre.
Les spermatozoïdes peuvent être conservés dans les spermathèques des femelles durant plusieurs mois avant qu’interviennent la fécondation des ovules et la ponte.

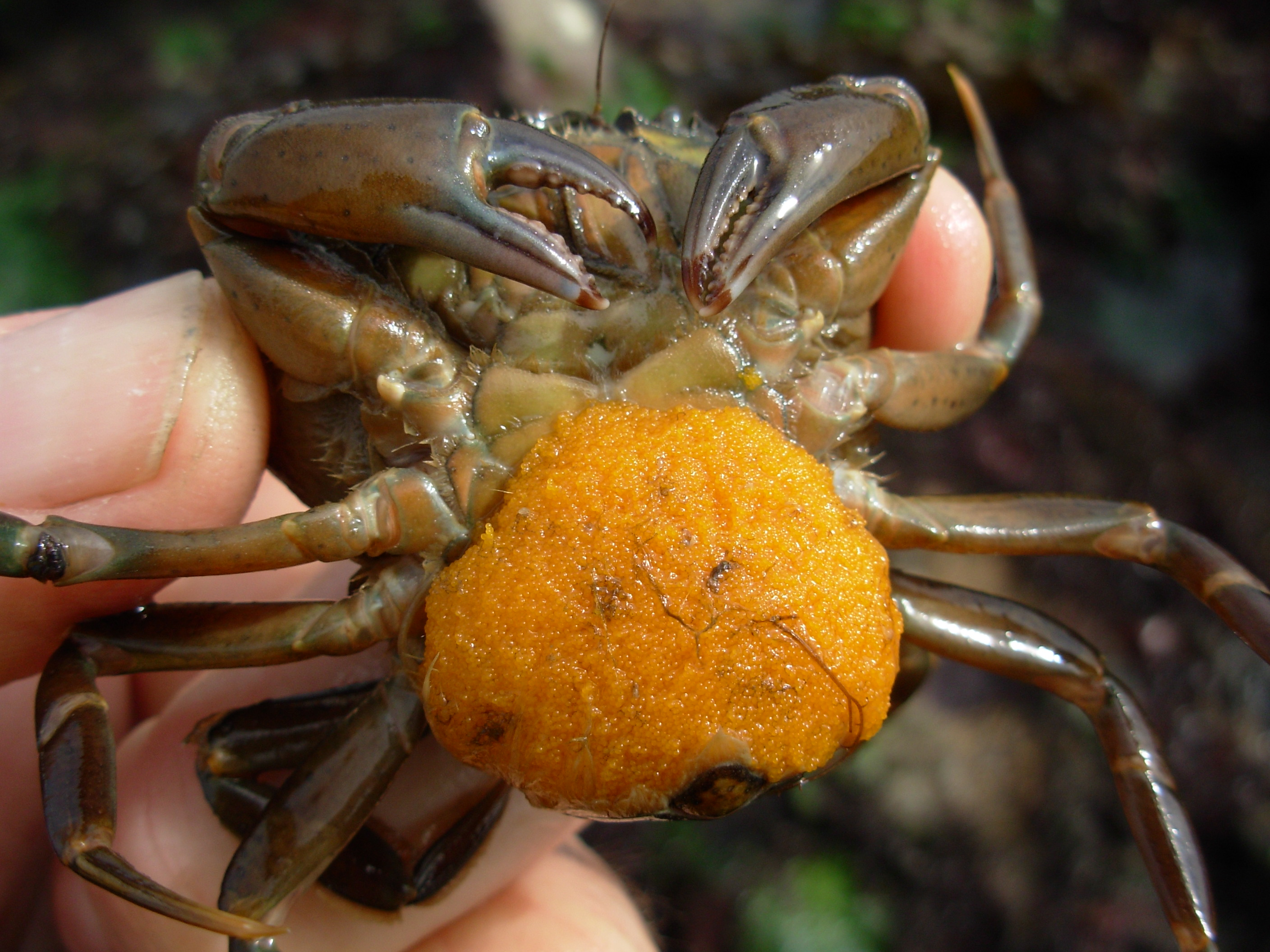
Une femelle et sa ponte.

Au moment de la ponte, les œufs (dont le nombre approche des 200 000 chez les grandes femelles), accrochés aux pléopodes, constituent une masse jaune-orangé, ils virent progressivement au gris, en partie à cause du développement des yeux noirs de l’embryon.
L’éclosion libère une larve appelée prézoé qui mue au bout de quelques minutes pour donner la première zoé (zoé I) à laquelle font suite trois stades du même type : zoé II, zoé III et zoé IV. Les larves zoé, planctoniques, nagent grâce aux battements de la rame externe des deux premières paires de maxillipèdes. La zoé IV mue en donnant une larve mégalope (appelée aussi « post-larve ») qui ressemble, dans ses grandes lignes, à un crabe, mais nage grâce à ses pléopodes. La mégalope, initialement planctonique, se transforme lors d’une mue en petit crabe, le stade juvénile I, dont la largeur céphalothoracique est de 1, 5 mm environ et qui est benthique. L’ensemble du développement larvaire, de l’éclosion au stade juvénile I, dure environ 60 jours à 12 °C.
Dans la Manche et les zones voisines on peut trouver des individus reproducteurs toute l’année mais les accouplements ont surtout lieu à la fin de l’été, les femelles ovigères s’observent surtout en hiver et au printemps.
Les juvéniles apparaissent sur les estrans principalement de juin à septembre (en mer de Wadden).

## Éléments d’écologie
Carcinus maenas peut vivre sur des types d’estrans les plus variés, rocheux, sableux, vaseux, tant en mode abrité qu’en mode battu, dans des zones typiquement marines et les milieux estuariens, voire temporairement sursalés. L’espèce accomplit dans ces milieux des déplacements et des migrations complexes :
- migrations tidales : les grands individus, particulièrement les mâles, se déplacent vers le haut de l’estran en suivant la marée montante. Ils redescendent vers le bas au jusant. Les jeunes, les femelles, voire certains mâles ne participent pas ou participent peu à ces mouvements[16],[18].
- migrations saisonnières : en hiver les grands individus se réfugient généralement au-dessous du niveau des basses mers, ils remontent en zone intertidale au printemps et durant la belle saison.
- migration liée à la reproduction : dans les estuaires les femelles grainées migrent vers la mer[19].

D’autres mouvements peuvent être liés à la mue, l’âge, etc. Dans l’espace infra-littoral Carcinus  se cantonne à des profondeurs de moins de 10 mètres, bien qu’il puisse se rencontrer sur des fonds atteignant 200 m.
Les crabes “verts” présentent une résistance supérieure à celle des “rouges” vis-à-vis des variations des paramètres du milieu (salinité notamment) et de la pollution. On les rencontre jusque dans les zones estuariennes, alors que les crabes en livrée rouge sont inféodés aux milieux plus franchement marins,.
Malgré leur petite taille et leurs faibles moyens de locomotion, les larves et les post-larves (mégalopes) accomplissent des déplacements de grande amplitude au large des côtes. Elles y parviennent en se positionnant à différentes hauteurs dans la colonne d’eau et en exploitant ainsi les courants qui les éloignent ou les rapprochent du littoral. Ces changements de niveau (migrations verticales) ne nécessitent que des déplacements de quelques mètres.
Les larves zoé I effectuent une migration verticale ascendante dans la colonne d’eau lors du jusant (marée descendante) et de ce fait s’éloignent des côtes et se dispersent. Par contre, les mégalopes (post-larves) sont abondantes en surface près du rivage, au moment du flot (marée montante), particulièrement la nuit. De plus, ces mégalopes sont alors en fin de stade. Elles peuvent donc s’établir sur le fond, dans les parties hautes de l’estran et muer rapidement à l’état de juvénile (stade crabe I). Ces comportements des zoés et des mégalopes favorisent les échanges génétiques entre populations, réduisent les « pertes » de larves et permettent l’installation des juvéniles dans les sites compatibles avec la vie des adultes.
Les jeunes crabes occupent les parties hautes de l’estran qui ne sont pas recouvertes à toutes les marées. Leurs mues, lors desquelles les animaux doivent absorber de l’eau pour étirer leur nouvelle cuticule, s’effectuent principalement aux moments des pleines mers et plus particulièrement aux pleines mers de vive eau, c’est-à-dire lorsqu’ils ont des chances d’être recouverts par la mer.

## Régime alimentaire

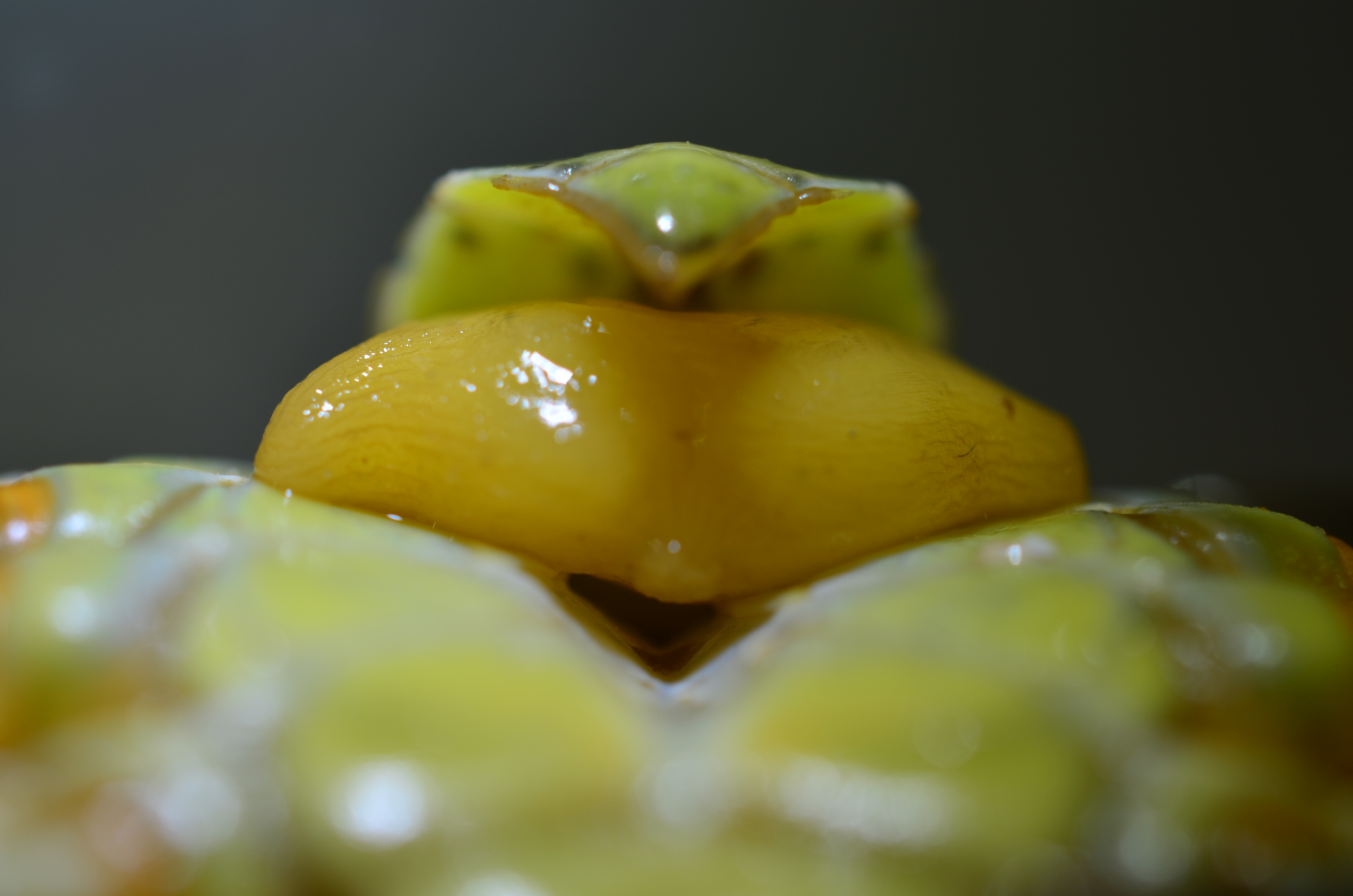
Détail d'un crabe vert parasité par la sacculine (face ventrale).

Carcinus est essentiellement carnivore, il s’attaque à une grande variété de proies (cnidaires, annélides, crustacés, mollusques, échinodermes, poissons, etc.) ; il est aussi éventuellement cannibale et à l’occasion charognard. Il est lui-même la proie de très nombreuses espèces au cours de son cycle vital (animaux filtreurs, consommateurs de plancton, seiches, nombreux poissons, oiseaux marins et enfin l’homme). Cette espèce joue donc, du fait de son abondance et de sa large répartition sur les côtes, un rôle considérable dans l’écologie des milieux littoraux.
Le crabe vert souffre de plusieurs parasites dont le plus visible est la sacculine (Sacculina carcini) qui se présente sous la forme d'un sac de couleur jaune ou plus ou moins brunâtre logé dans l'espace entre le céphalothorax et l'abdomen de l'animal

## Pêche

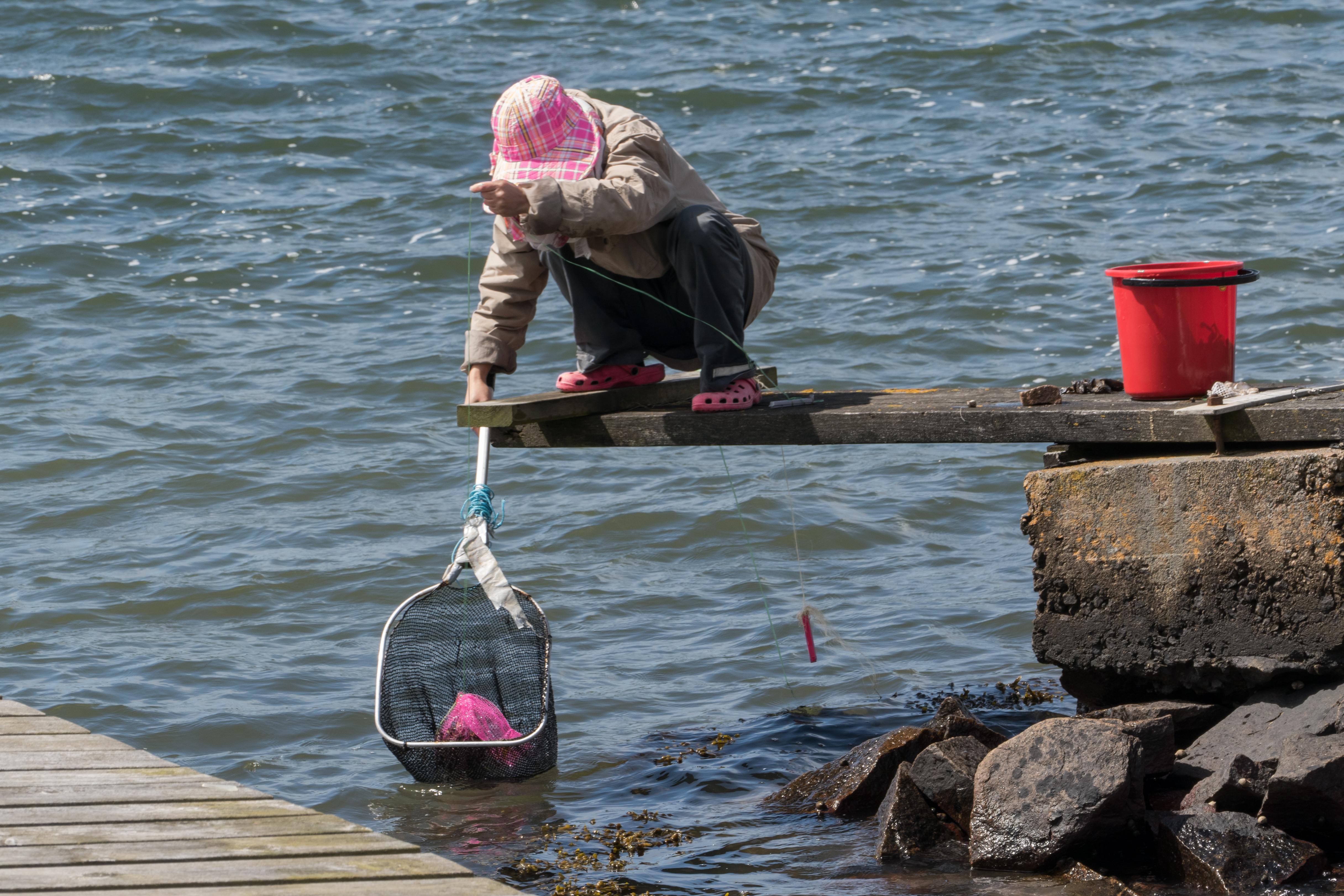
Une femme pêche le crabe vert en Suède, près de Lysekil.

Carcinus n’est pas une espèce très recherchée pour la consommation directe, notamment à cause de sa taille relativement modeste. Il est cependant apprécié comme ingrédient dans la préparation de sauces, de soupes, de bisques.
Il est utilisé comme appât pour la pêche, pêche au bar (Dicentrarchus labrax) par exemple. Il entre également dans la composition d’appâts pour la pêche du bulot (Buccinum undatum) et c’est aussi une source de chitine. Sa pêche s’est en conséquence développée au cours des dernières décennies.
Dans la lagune de Venise, une espèce extrêmement proche de C. maenas, Carcinus aestuarii (Nardo, 1847), appelée « moeche » localement, est très activement pêchée et consommée immédiatement après la mue, lorsque la cuticule de l’animal est encore molle.

## Carcinus et la science
Ce crabe est une espèce parfois utilisée comme modèle animal et sa biologie dans le milieu naturel a fait l’objet de très nombreux travaux. L'espèce est cependant encore imparfaitement connue notamment pour ce qui concerne le développement et les migrations des stades larvaires planctoniques.
Le crabe vert est très utilisé en laboratoire pour la recherche dans de multiples domaines de la physiologie des crustacés et de la parasitologie.
C’est par exemple chez Carcinus qu’a été mis en évidence le rôle de la glande de mue (organe Y). La larve de cette espèce a aussi été utilisée pour l'étude des effets de certains produits toxiques (éléments-traces métalliques ou métaux lourds ou métalloïdes par exemple) sur la phototaxie.
Ce crabe peut également constituer un « matériel pédagogique » intéressant[non neutre]. Il faut cependant souhaiter qu’un tel usage soit limité au strict nécessaire et qu’il se fasse dans le respect que l’on doit à tout être vivant[non neutre] Les crabes verts, en forte régression dans certains environnements portuaires ou balnéaires sont parfois tourmentés sur les estrans ou inutilement maintenus captifs hors de leur milieu. Ainsi, à l'issue de la séquence pédagogique, les crabes doivent être relâchés sur le lieu de pêche. Exemple de séquence pédagogique "biologie-écologie" sur le portail de l'Académie de Rennes : approche pratique de la démographie de Carcinus maenas.

## Répartition

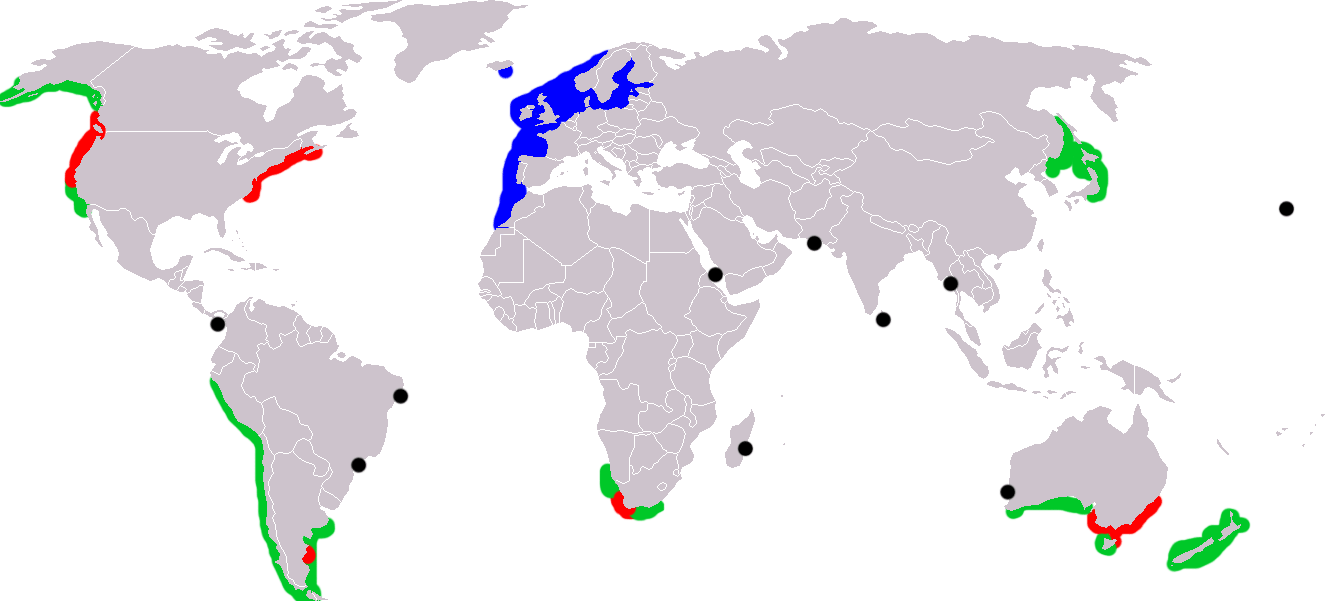
origine
invasif ou introduit
répartition potentielle
invasion avortée

## Galerie

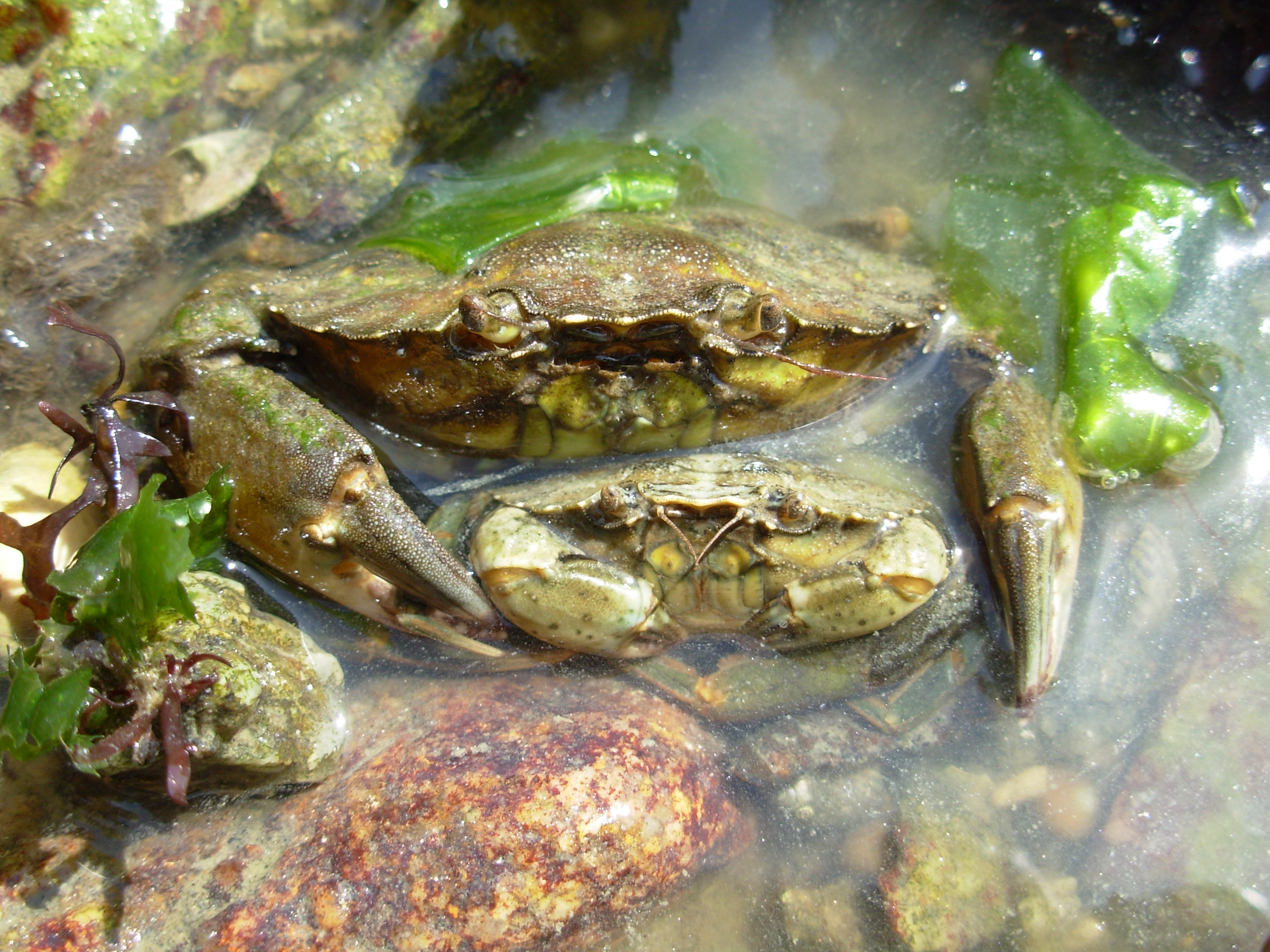
Carcinus maenas. Précopulation. Le mâle chevauche la femelle, qui n'a pas encore mué.
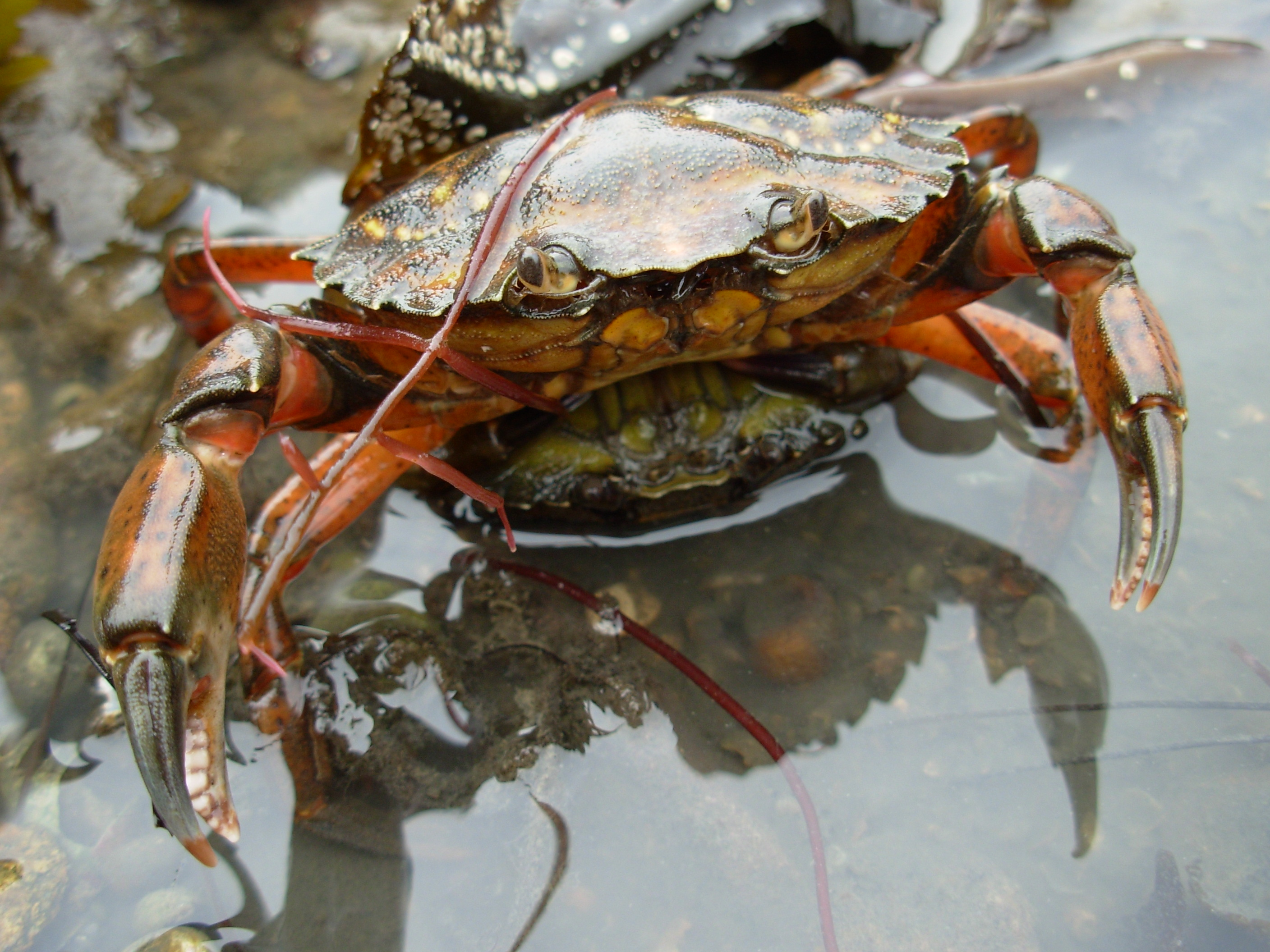
C. maenas. Copulation. Le mâle, rouge, et la femelle, qui vient juste de muer, sont accolés par la face ventrale. Le mâle maintient la femelle mais conserve sa mobilité.
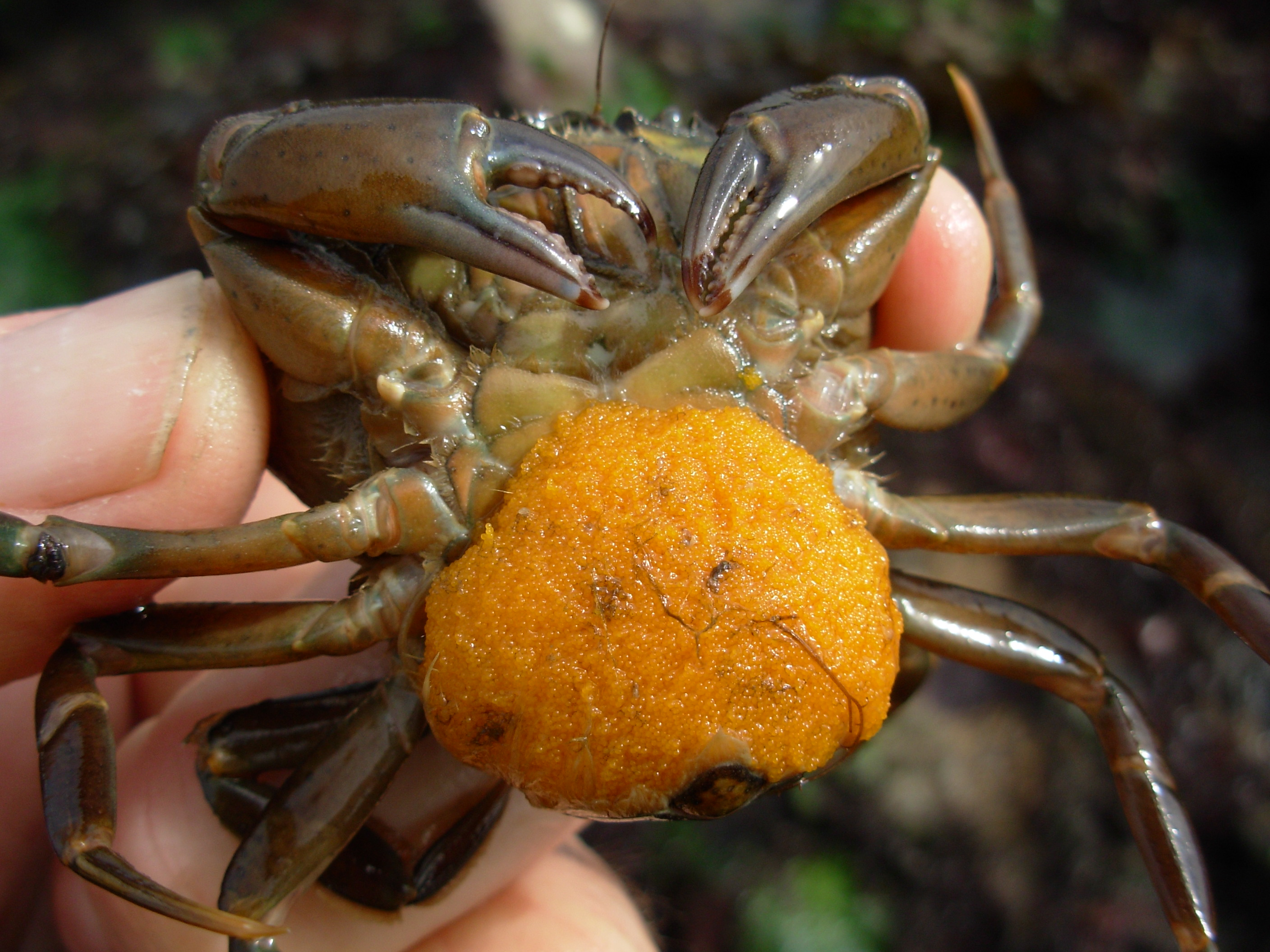
Femelle munie d'une ponte récente. La masse des œufs paraît compacte mais la femelle y fait circuler l'eau grâce à des mouvements de l'abdomen et des pléopodes.
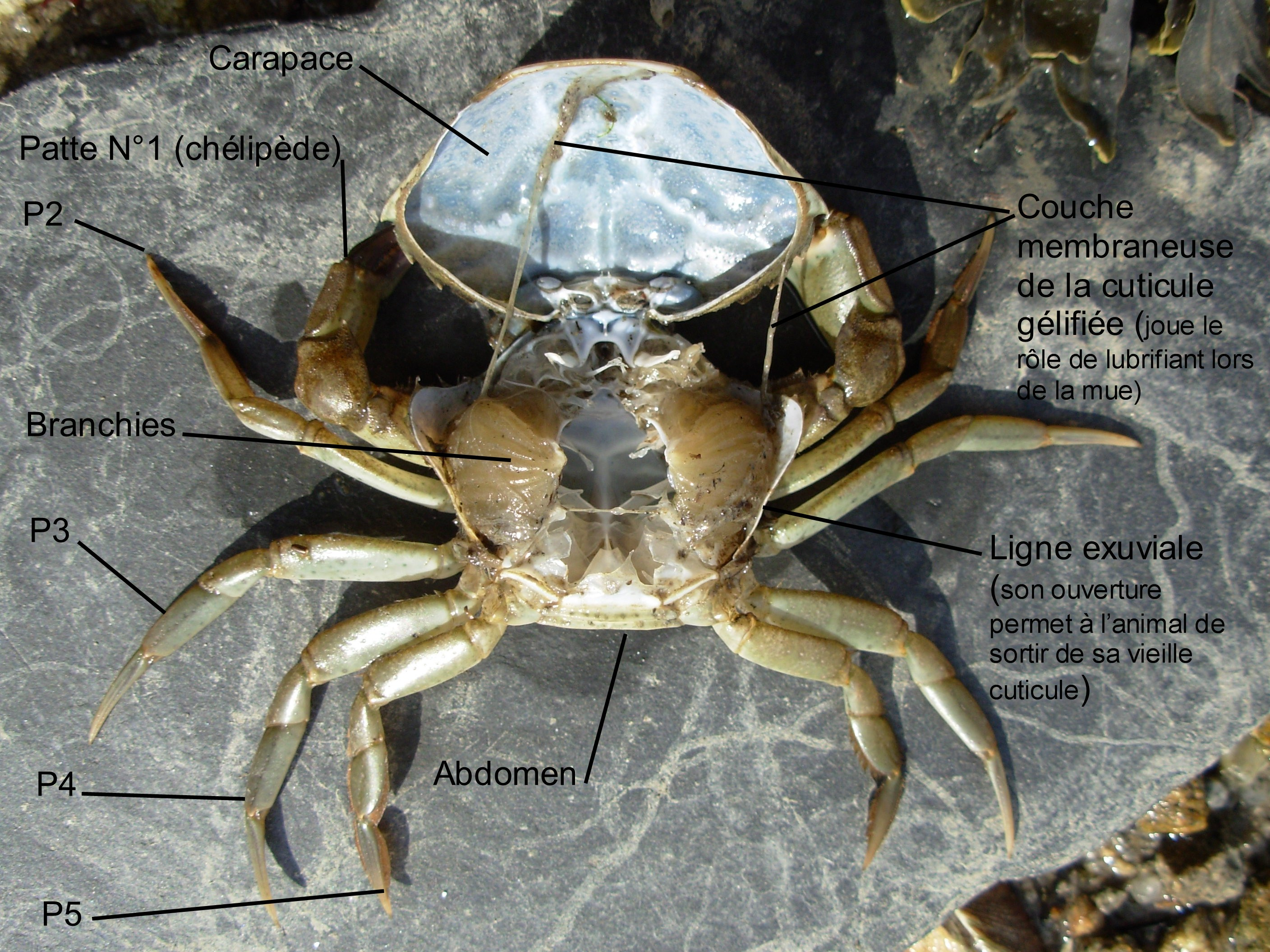
Exuvie = squelette externe rejeté lors de la mue (ou exuviation). On voit que des éléments squelettiques en apparence internes participent à la mue.
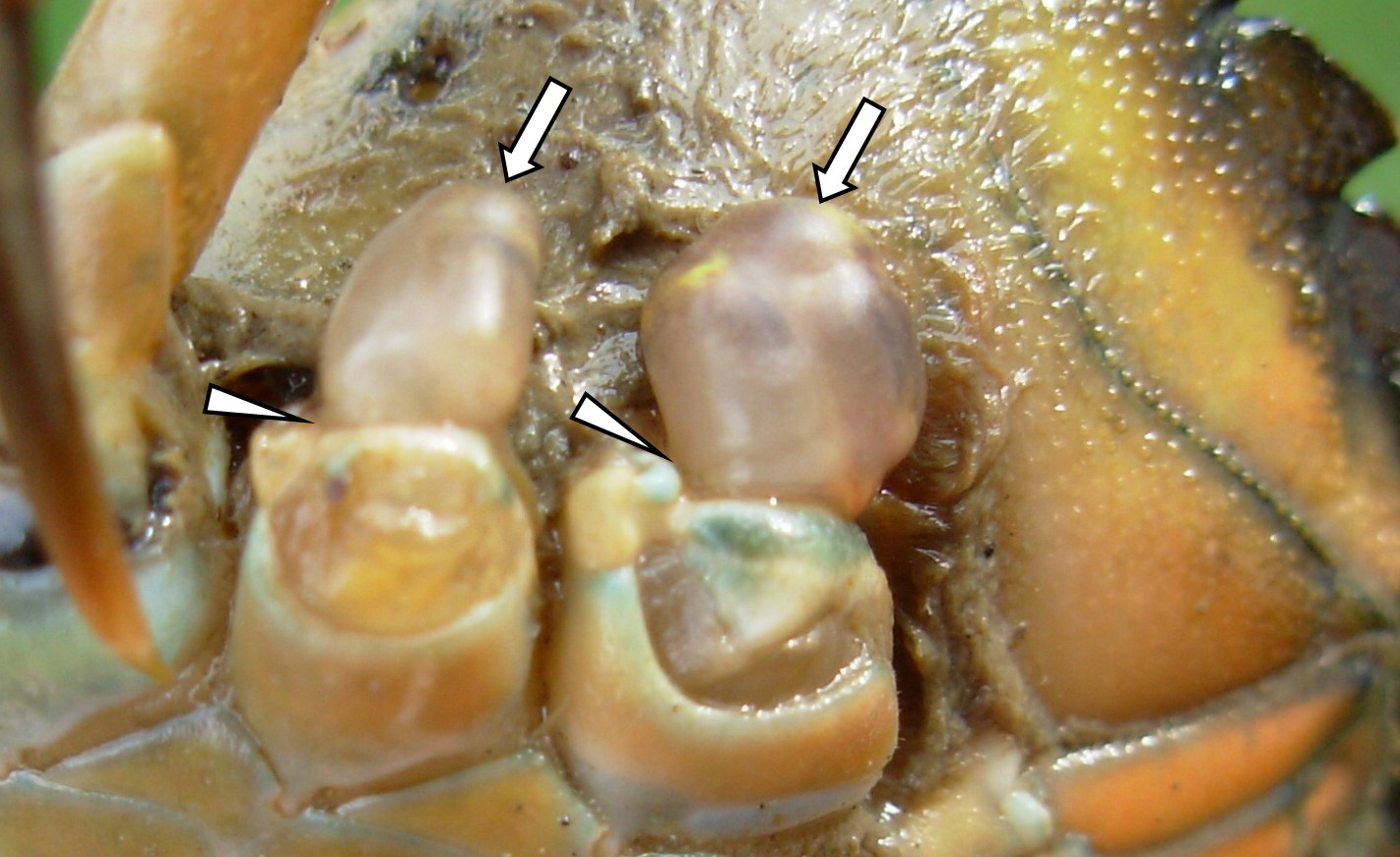
Bourgeons de régénération (flèches) des pattes 1 et 2. Les pointes indiquent les plans d'autotomie.
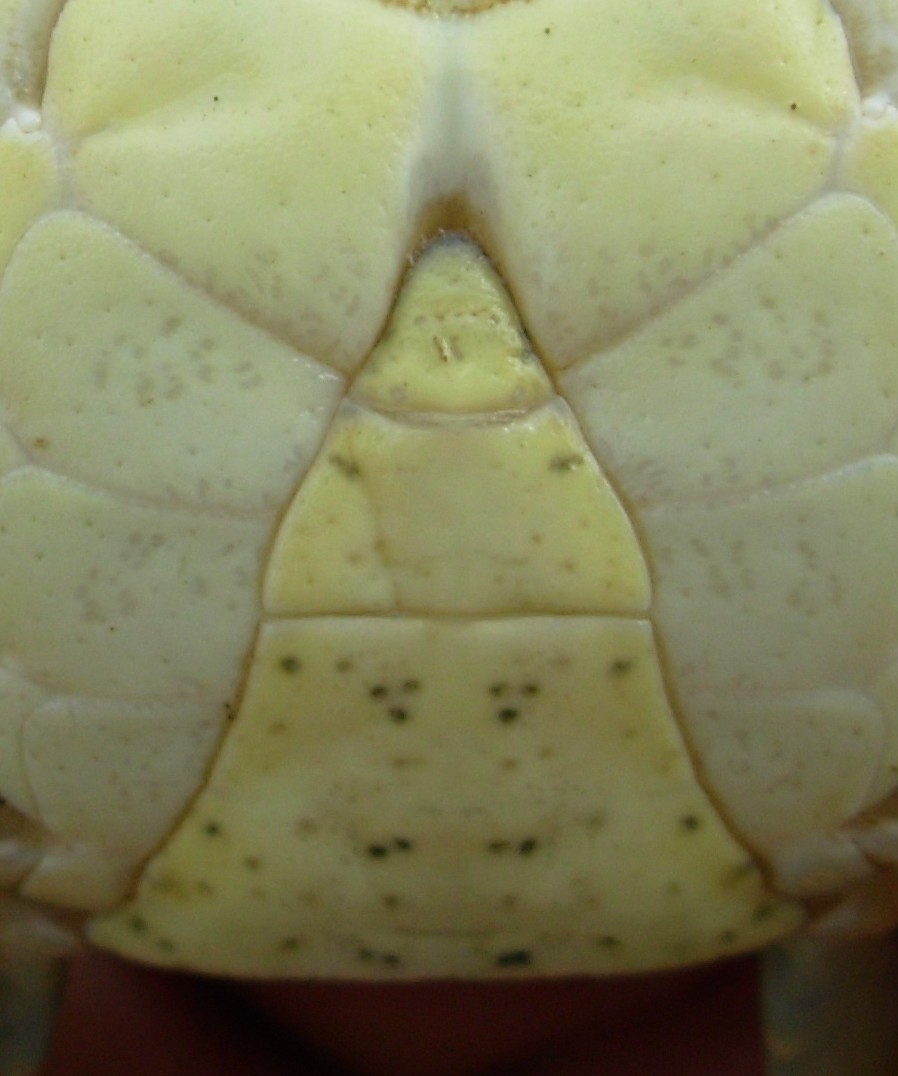
Abdomen d'un mâle. Il est accroché à la face ventrale du céphalothorax par un système de bouton-pression.
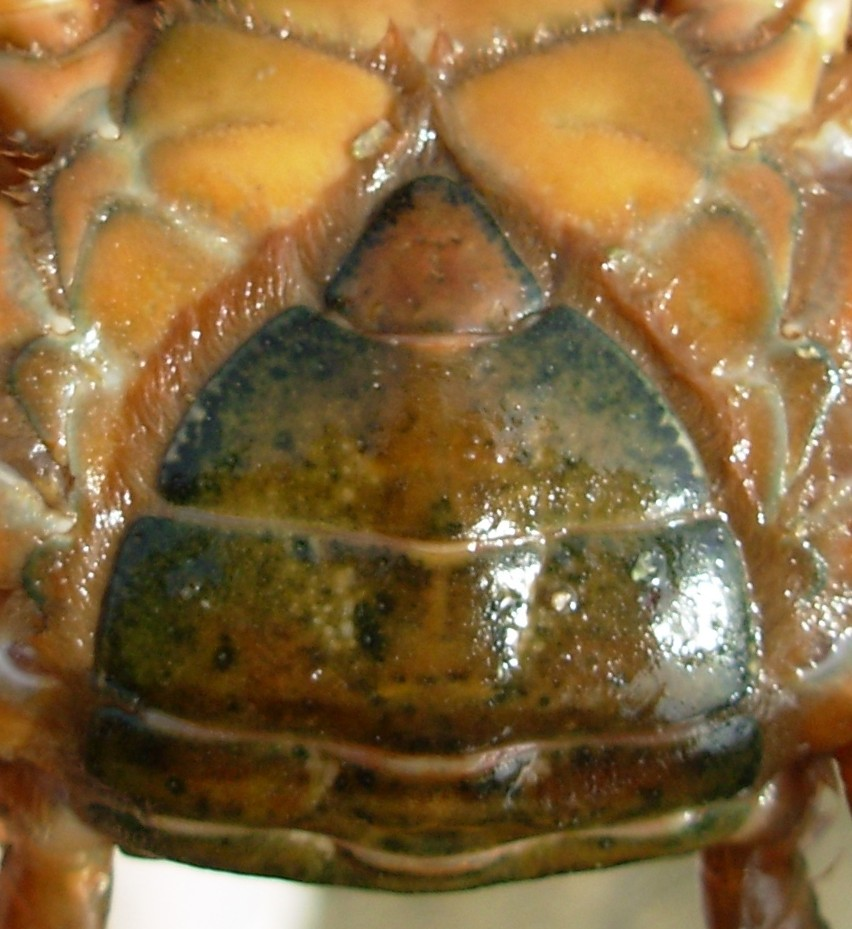
Abdomen d'une femelle, en livrée rouge.
C. maenas mâle en livrée "verte" (nuance jaune vert pour la face ventrale). L'animal a mué récemment.
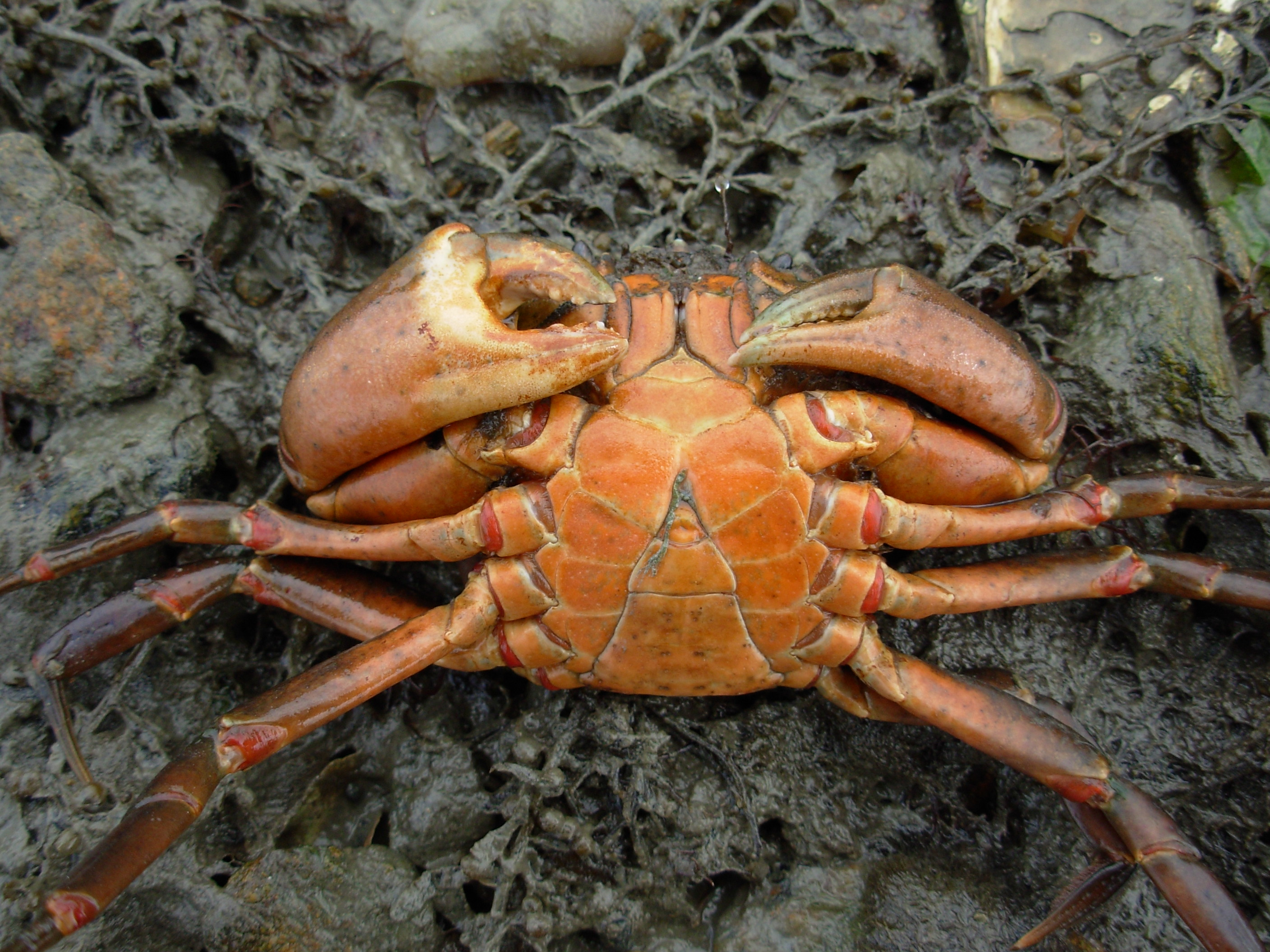
C. maenas, mâle en livrée rouge, vue ventrale. La mue est ancienne et la pince broyeuse, à gauche porte des traces d'usure. L'article allongé (méropodite) près de la base de la patte est blessé (marque arrondie noire).
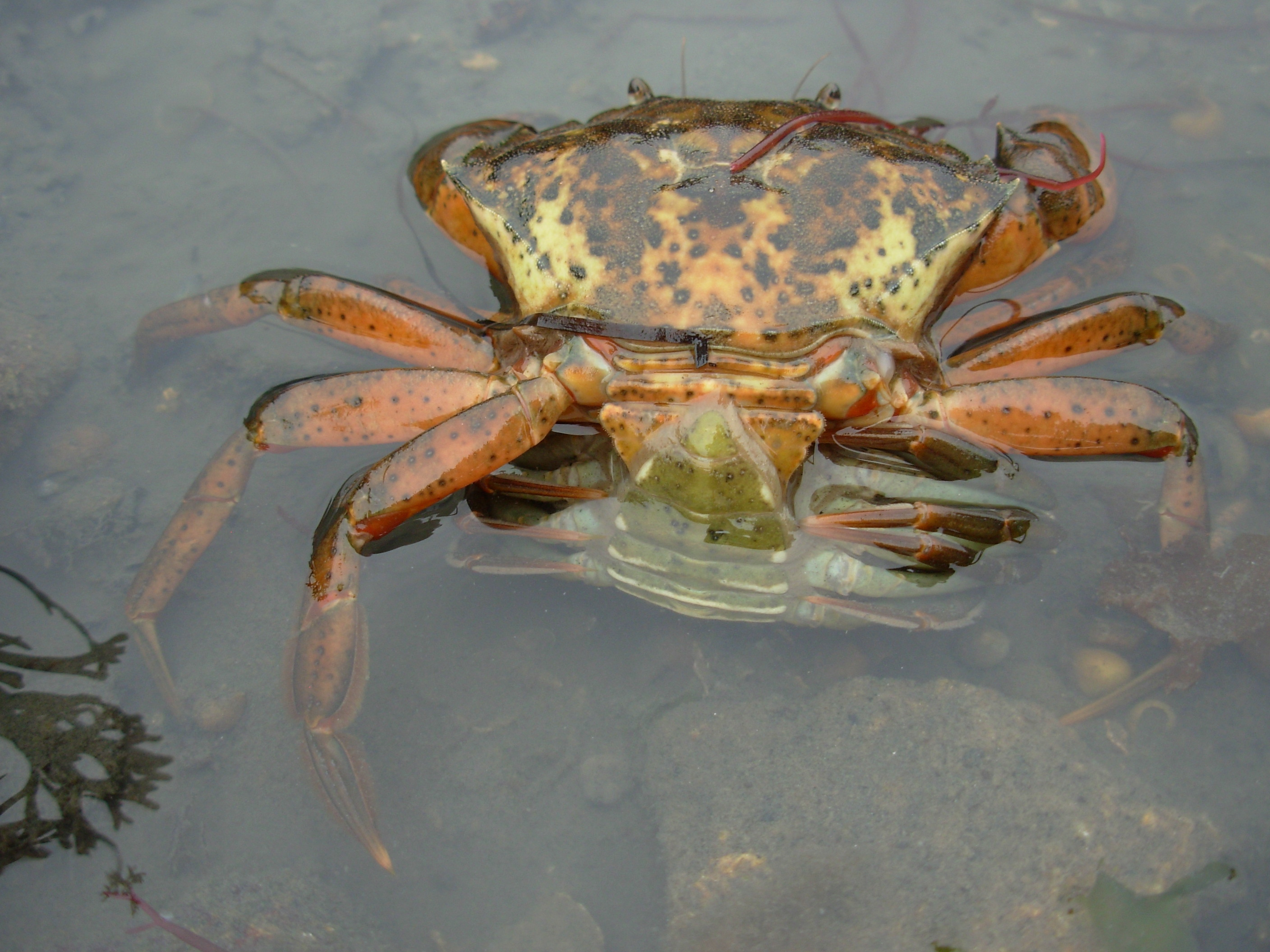
Accouplement de C. maenas. image montrant les positions respectives de l'abdomen femelle, vert, au premier plan, et de l'adomen mâle, rouge.

## Référence
- Linnaeus, 1758 : Systema naturae per regna tria naturae, secundum classes, ordines, genera, species, cum characteribus, differentiis, synonymis, locis, ed. 10 (texte intégral).